# Lonah Chemtai Salpeter
Lonah Korlima Chemtai Salpeter (12 december 1988) is een Israëlische atlete, gespecialiseerd in de lange afstanden.

## Biografie
Salpeter is geboren in Kenia en emigreerde in 2008 naar Israël. Zij ontmoette haar huidige coach en de twee werden verliefd en trouwden vervolgens in 2014. In maart 2016 verkreeg zij het Israëlisch staatsburgerschap, een paar dagen voor Salpeter zich kwalificeerde voor de Olympische Spelen in Rio de Janeiro. 
Tijdens de Europese kampioenschappen van 2018 in Berlijn won ze op 8 augustus de 10.000 m in 31.43,29.
In 2019 won ze de Tilburg Ladies Run over 10 km in de parcours-recordtijd van 30.05.
In 2020 boekte ze haar grootste overwinning door de Tokyo Marathon te winnen. Salpeter heeft een contract bij het NN Running Team. 
Dan en Lonah Salpeter wonen in de mosjav Yanuv, nabij Netanja en Toelkarem.

## Titels
- Europees kampioene 10.000 m - 2018

## Persoonlijke records
Baan
| Onderdeel      | Prestatie     | Datum            | Plaats     |
| -------------- | ------------- | ---------------- | ---------- |
| 800 m          | 2.10,20       | 4 juli 2013      | Tel Aviv   |
| 1500 m         | 4.11,69       | 4 juli 2018      | Tel Aviv   |
| 1 Eng. mijl    | 4.47,50       | 15 april 2017    | Tel Aviv   |
| 3000 m         | 8.42,88 (NR)  | 18 augustus 2018 | Birmingham |
| 5000 m         | 14.59,02 (NR) | 21 juli 2019     | Londen     |
| 10.000 m       | 31.15,78 (NR) | 6 juli 2019      | Londen     |
| 3000 m steeple | 10.59,3       | 16 mei 2013      | Nairobi    |

Weg
| Onderdeel      | Prestatie    | Datum             | Plaats    |
| -------------- | ------------ | ----------------- | --------- |
| 5 km           | 15.15        | 15 februari 2019  | Tel Aviv  |
| 10 km          | 30.05 (NR)   | 1 september 2019  | Tilburg   |
| 15 km          | 47.38        | 2 juni 2018       | Valencia  |
| 10 Eng. mijl   | 50.45        | 23 september 2018 | Amsterdam |
| halve marathon | 1:06.09 (NR) | 6 april 2019      | Praag     |
| marathon       | 2:19.46 (NR) | 5 mei 2019        | Praag     |

## Palmares

### 5000 m
- 2018: DQ EK

### 10 km
- 2019:  Tilburg Ten Miles - 30.05

### 10 EM
- 2018:  Dam tot Damloop - 50.45

### 10.000 m
- 2018:  EK - 31.43,29

### halve marathon
- 2018: halve marathon van Valencia - 1:08.58
- 2018:  halve marathon van Portugal - 1:07.55

### marathon
- 2016:  marathon van Tel Aviv - 2:40.16
- 2016: DNF OS
- 2019:  marathon van Praag - 2:19.46
- 2020:  Tokyo Marathon - 2:17.45
- 2023:  Boston Marathon - 2:21.57

### overige afstanden
- 2017:  25 km van Berlijn - 1:28.46